# 桑布勒维尔
桑布勒维尔（法語：Sambreville，法語發音：[sɑ̃bʁəvil]）是比利时瓦隆大区那慕爾省那慕爾區的一个市镇，西与埃諾省接壤，通行法语，是比利时法语社群的一部分，面积34.20平方千米，人口28,211人（2018年1月1日）。

## 友好城市
- 法國 尼伊圣乔治